# Max Gülstorff
Max Walter Gülstorff (Sovetsk, 23 marzo 1882 – Berlino, 6 febbraio 1947) è stato un attore tedesco.

## Filmografia parziale
- Die Reise um die Erde in 80 Tagen, regia di Richard Oswald (1919)
- Ein Glas Wasser, regia di Ludwig Berger (1923)
- È meglio l'olio di fegato di merluzzo (Dann schon lieber Lebertran), regia di Max Ophüls (1931)
- Der Raub der Sabinerinnen, regia di Robert A. Stemmle (1936)
- Il romanzo di una donna (Der Schritt vom Wege), regia di Gustaf Gründgens (1939)